# بيلي تايلور (لاعب هوكي الجليد كندي)
بيلي تايلور هو لاعب هوكي الجليد كندي، ولد في 3 مايو 1919 في وينيبيغ في كندا، وتوفي في 12 يونيو 1990.

## وصلات خارجية
- بيلي تايلور (لاعب هوكي الجليد كندي) على موقع قاعة مشاهير الهوكي (لاعب أن.إتش.أل) (الإنجليزية)
- بيلي تايلور (لاعب هوكي الجليد كندي) على موقع EliteProspects.com (الإنجليزية)
- بيلي تايلور (لاعب هوكي الجليد كندي) على موقع HockeyDB.com (الإنجليزية)
- بيلي تايلور (لاعب هوكي الجليد كندي) على موقع Hockey-Reference.com (الإنجليزية)